# Pero amanda
Pero amanda är en fjärilsart som beskrevs av Druce 1898. Pero amanda ingår i släktet Pero och familjen mätare. Inga underarter finns listade i Catalogue of Life.